# إنشاد الحب الرفيع
إنشاد الحب الرفيع (بالألمانية: Minnesang) كانت تقليدًا لكتابه القصائد الغنائية والأغاني في ألمانيا والنمسا، وقد ازدهرت في الأدب الألماني في العصور الوسطى. بدأت هذه الفترة من الأدب الألماني في العصور الوسطى في القرن الثاني عشر واستمرت حتى القرن الرابع عشر. الأشخاص الذين كتبوا وأدوها عُرفوا باسم مُنشدي الحب الرَّفيع ، وكانت أغنية واحدة تسمى أنشودة الحب الرفيع.
كان هذا النوع من الشعر يُنظم لكي يُنشد أو يُلقى أمام مجموعة صغيرة من حاشية الملوك و الأُمراء وموضوعه وفاء الرجل للمرأة التي يحبها حبًا على جانب كبير من التقديس.